# Socioplana idicopoda
Socioplana idicopoda är en fjärilsart som beskrevs av Diakonoff 1983. Socioplana idicopoda ingår i släktet Socioplana och familjen vecklare. Inga underarter finns listade i Catalogue of Life.